# 金泰陵
泰陵，是中国金朝开国皇帝金太祖的叔父完颜颇剌淑的陵墓。
天会十四年（1135年），金熙宗即位后，追尊完顏頗剌淑谥号为穆宪皇帝，庙号肃宗。皇统四年（1144年），称他在金上京（今黑龙江省阿城市白城子）附近的墓葬地为泰陵。正隆元年（1156年）十月，完颜亮将完顏頗剌淑改葬于大房山（今北京市房山区），陵号依然是泰陵。明朝末年，因为后金反明，被明朝政府破坏。